# Sapeurs-Pompiers
Sapeurs-pompiers ("sapadores-bombeiros" em francês) é atualmente um termo geral pelo qual são designados os bombeiros, na França e em outros países de língua francesa. Originalmente referia-se ao Batalhão de Sapeurs-Pompiers de Paris, criado por Napoleão Bonaparte em 1811. Sapeur significa sapador, combatente da Arma de Engenharia Militar; e pompier significa bombeiro, especialista em bombas (de água).
Não devem confundir-se com os sapadores bombeiros de Portugal, os quais constituem os corpos de bombeiros profissionais deste país.

## Histórico
O Batalhão de Sapeurs-Pompiers de Paris foi criado por Napoleão Bonaparte após um grande incêndio ocorrido na Embaixada da Áustria, onde pereceram centenas de pessoas. A Corporação foi instituída por um decreto imperial de 18 de setembro de 1811. Com o passar do tempo seu efetivo foi aumentado, passando a Regimento, e posteriormente a Brigada. A Corporação adquiriu fama não só pelo empenho no socorro à comunidade, mas também como organização militar combatente, participando dos principais conflitos que atingiram a França, em especial a primeira e segunda guerra mundial.

## Bombeiros franceses

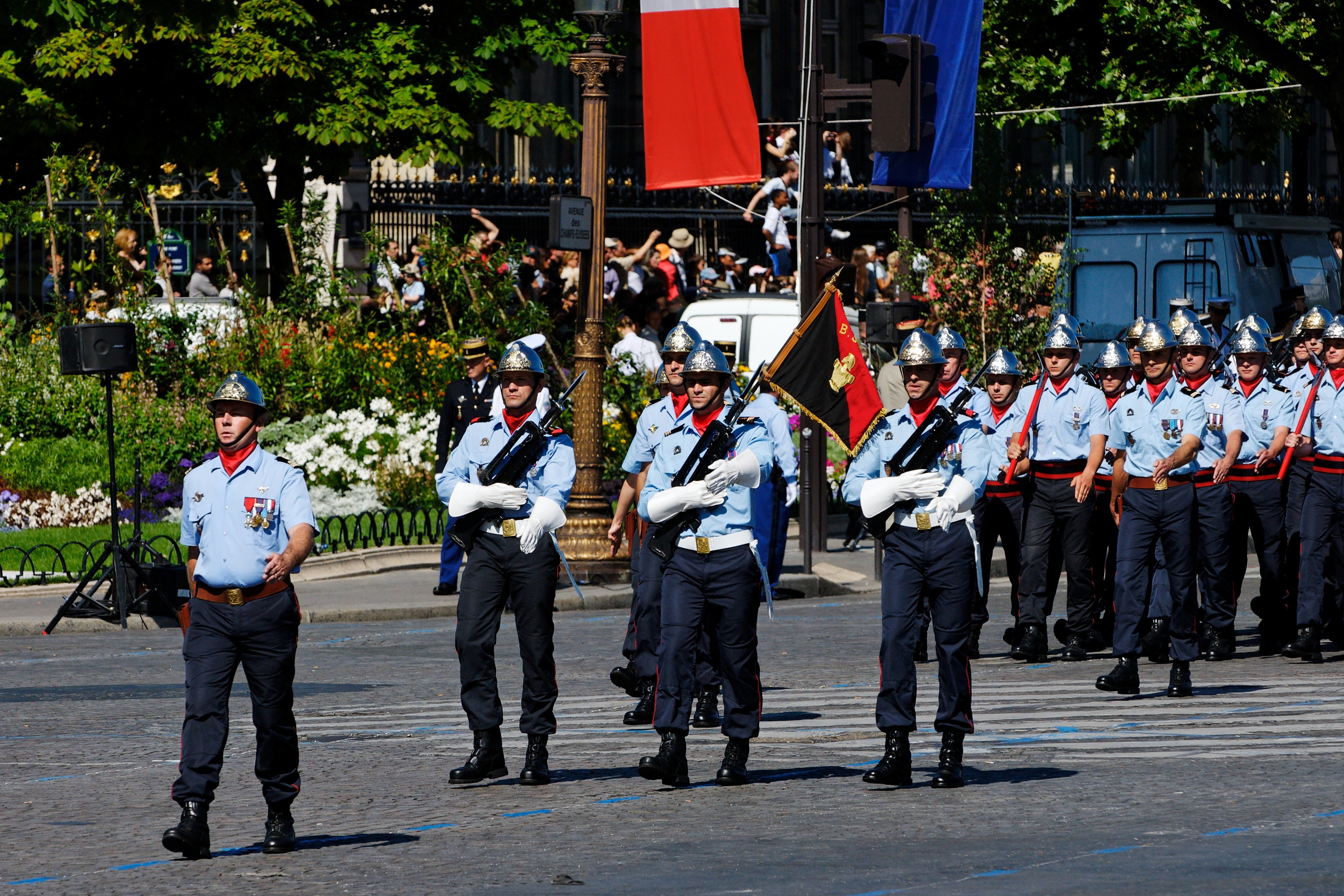
Parada Militar do Dia da Bastilha - 2008.

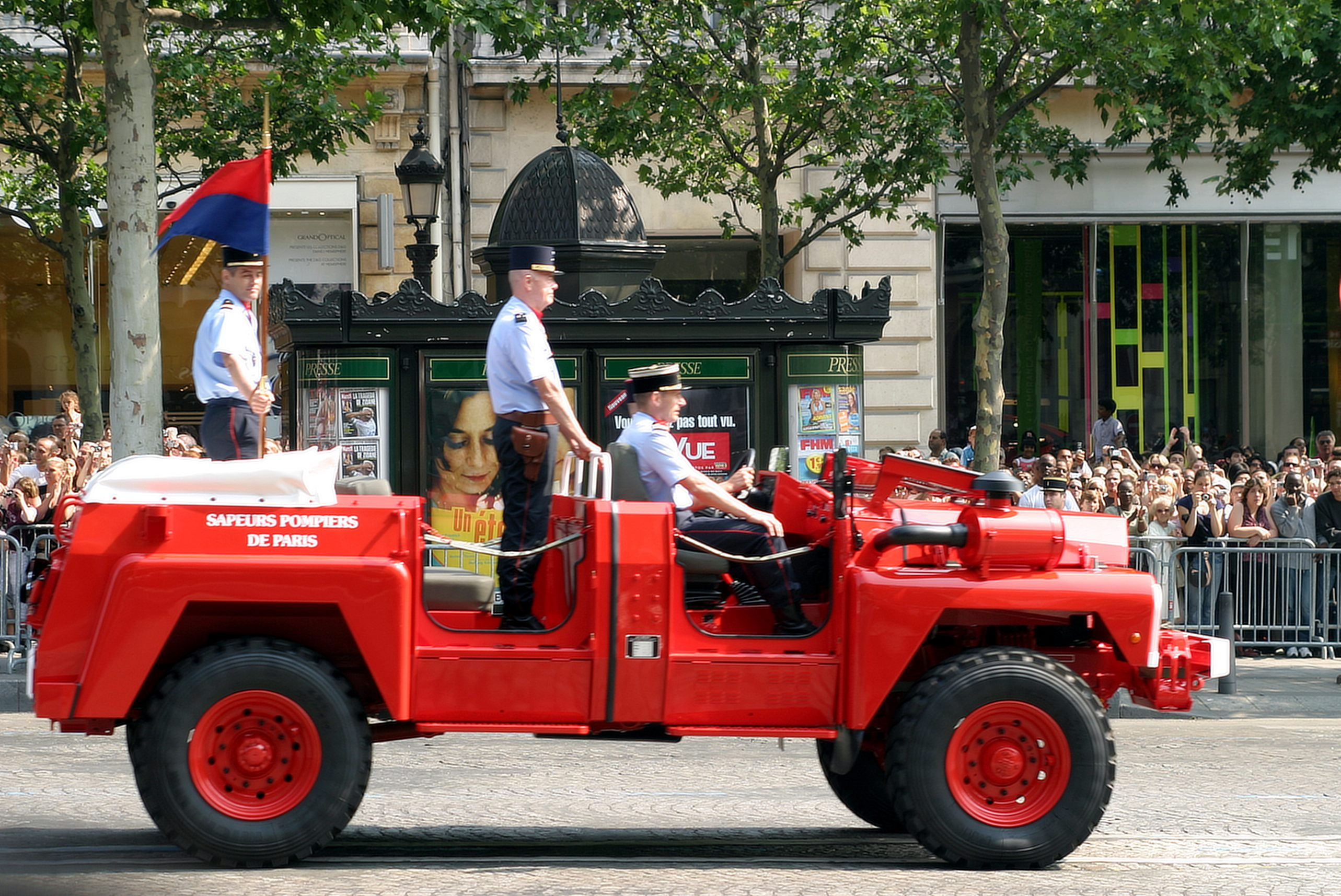
Parada Militar do Dia da Bastilha - 2008.

Existem hoje na França diversas classes de bombeiros (Sapeurs-pompiers).
Bombeiros militares subordinados ao Ministério da Defesa; e bombeiros civis, profissionais e voluntários, organizados, treinados e supervisionados pelo Ministério do Interior.
Nos grandes centros urbanos geralmente predominam os bombeiros profissionais, enquanto nas pequenas cidades prevalecem os voluntários. Entretanto é comum a interação entre as duas categorias, com os bombeiros voluntários prestando serviço, supervisionados por profissionais.
Bombeiros Militares

O exército francês possui uma Brigada de Sapeurs-Pompiers, com um efetivo aproximado de sete mil militares.
A Marinha possui o Batalhão de Marins-Pompiers com efetivo aproximado de dois mil e quinhentos militares; tendo como principal base a cidade de Marselha.
A Força Aérea também possui destacamentos de bombeiros em suas bases, especializados no combate a incêndios em aeronaves.
Bombeiros Civis

- Bombeiros Profissionais

Os bombeiros profissionais são assalariados, e com dedicação de tempo integral.
Possuem qualificação profissional e são contratados pela administração das Prefeituras Municipais, ou de grandes empresas, para o atendimento de emergência. Subdividem-se ainda em outras categorias, de acordo com a qualificação profissional (médico, mergulhador, cinófilo, etc.). Esse é o principal serviço de bombeiros realizado na França.
- Bombeiros Voluntários

Os bombeiros voluntários são pessoas comuns, que em paralelo a suas profissões ou estudos, disponibilizam parte de seu tempo para prestar atendimento à comunidade, basicamente combate a incêndios e salvamentos. Essas pessoas recebem treinamento e ficam na obrigação de atender aos chamados de emergência. Recebem remuneração proporcional ao tempo empregado nos atendimentos, tendo direito a uma aposentadoria após vinte anos de serviço.